# شارون جيلكريست
شارون جيلكريست (بالإنجليزية: Sharon Gilchrist)‏ هي عازفة مندولين وملحنة ومغنية أمريكية، ولدت في 6 أكتوبر 1972.

## وصلات خارجية
- الموقع الرسمي
- شارون جيلكريست على موقع ميوزك برينز (الإنجليزية)
- شارون جيلكريست على موقع ديسكوغز (الإنجليزية)